# Robert Tepper
Robert Tepper; nascido Antoine Roberto Teppardo (Bayonne, 8 de outubro de 1953) é um cantor, mais conhecido por sua música incluída na trilha sonora do filme Rocky IV, "No Easy Way Out".
Nascido em Bayonne, Nova Jersey, Tepper se mudou para Nova York onde ele se tornou escritor até ele se encontrar com seu companheiro, o cantor Benny Mardones. Juntos eles escreveram a música "Into the Night" que foi nomeado ao Grammy Awards.
Em 1985, Tepper se uniu à Scotti Bros. Records e se mudou para Los Angeles. O ator e diretor Sylvester Stallone (Sly Stallone) adquiriu a música de Robert Tepper "No Easy Way Out" e a incluiu no filme "Rocky IV".
"No Easy Way Out" chegou ao Top 30 alcançando o n° 22 em 1986, expondo momentaneamente Robert Tepper aos olhos do público.

## Singles
| Ano  | Titulo                           | Peak chart positions | Peak chart positions | Album           |
| Ano  | Titulo                           | Hot 100              | Mainstream Rock      | Album           |
| ---- | -------------------------------- | -------------------- | -------------------- | --------------- |
| 1986 | "No Easy Way Out"                | 22                   | 12                   | No Easy Way Out |
| 1986 | "Don't Walk Away"                | 85                   | —                    | No Easy Way Out |
| 1986 | "Angel Of The City"              | —                    | —                    | No Easy Way Out |
| 1986 | "If That's What You Call Lovin'" | —                    | —                    | No Easy Way Out |
| 1988 | "The Unforgiven"                 | —                    | —                    | Modern Madness  |
| 1988 | "When You Dream Of Love"         | —                    | —                    | Modern Madness  |